# Via dei Tribunali
Via dei Tribunali je ulica u staroj povijesnoj jezgri Napulja u Italiji.
Bio je to glavni decumanus ili Decumanus Maggiore — to jest, glavna ulica istok-zapad — starogrčkog, a zatim i rimskog grada Neapolisa, paralelan na jugu s nižim decumanusom (Decumano Inferiore, koji se danas zove Spaccanapoli) i na sjeveru gornjim dekumanom (Decumano Superiore) (sada preko Anticaglie i Via della Sapienza). Tri dekumana bila su (i još uvijek jesu) ispresijecana brojnim križnim ulicama koje su se protezale sjever-jug zvane cardini, zajedno tvoreći mrežu drevnog grada. Moderne ulice/uličice koje prekrivaju i prate drevnu mrežu ovih drevnih ulica.
Duljina moderne Via dei Tribunali određena je zahtjevima Španjolske za urbanim širenjem počevši od ranog 16. stoljeća. Ulica ide od crkve San Pietro a Maiella i susjednog Napuljskog glazbenog konzervatorija na zapadnom kraju starog grada u dužini od oko 1200 metara, prolazi središnjim raskrižjem na via San Gregorio Armeno, zatim prelazi preko via Duomo blizu napuljskoj katedrali i završava kod onoga što je donedavno bila glavna napuljska sudnica (talijanski: Tribunale), po kojoj je ulica dobila ime.

## Zgrade i građevine
Sljedeće su važne ili stare građevine duž ulice od istoka prema zapadu:
- Crkva Santa Maria della Mercede i Sant'Alfonso Maria de' Liguori
- Biblioteca di Ricerca Area Umanistica (Napuljsko sveučilište Federico II.) (Sant'Antonio delle Monache u Port'Albi)
- Konzervatorij San Pietro a Majella
- Crkva San Pietro a Majella
- Crkva Croce di Lucca
- kapela Pontano
- Crkva Santa Maria Maggiore della Pietrasanta
- Palazzo Spinelli di Laurino
- Palazzo Filippo d'Angiò
- Bazilika crkva San Paolo Maggiore
- Bazilika crkva San Lorenzo Maggiore
- Crkva Santa Maria delle Anime del Purgatorio ad Arco
- Crkva Girolamini
- Crkva Santa Maria della Colonna
- Duomo di Napoli (na uglu via Duomo)
- Guglia di San Gennaro
- Palazzo Caracciolo di Gioiosa
- Pio Monte della Misericordia
- Crkva Santa Maria della Pace
- Crkva Santa Maria del Rifugio
- Crkva San Tommaso a Capuana
- Kapela Monte dei Poveri
- Castel Capuano
- Guglia di San Gaetano